# Cá bạc má
Cá bạc má (danh pháp hai phần: Rastrelliger kanagurta) là một loài cá trong họ Cá thu ngừ, còn được gọi là cá thu Ấn Độ. Cá bạc má thường được tìm thấy ở Ấn Độ và Tây Thái Bình Dương, và các vùng biển của xung quanh. Cá bạc má được tìm thấy ở vùng biển ấm áp nông dọc theo bờ biển của đại dương Thái Bình Dương Ấn Độ và phương Tây. Phạm vi của nó kéo dài từ Biển Đỏ và Đông Phi ở phía tây Indonesia ở phía đông, và từ Trung Quốc và quần đảo Ryukyu ở phía bắc Úc, Melanesia và Samoa ở phía nam, chúng cũng đã được tìm thấy ở Địa Trung Hải qua kênh đào Suez.

## Đặc điểm sinh học
Cá bạc má có thân hình thuôn dài, hơi dẹt bên. Ở Việt Nam, cá bạc má đánh bắt được có chiều dài dao động từ 72 đến 280 mm, trung bình 209 mm. Chiều dài đánh bắt ở các vùng biển khác nhau cũng khác nhau, ở vùng biển Vũng Tàu là 72 đến 295 mm, ở Côn Đảo là từ 62 đến 260 mm. Còn ở vùng biển Phan Thiết từ 135 đến 295 mm. Phương trình tương quan chiều dài - khối lượng cá bạc má có dạng: W=0,084.L2,23. Cá bạc má có vây đuôi mảnh, có 2 đến 3 gờ da nổi mỗi bên. Hai vây lưng rời nhau. Sau vây lưng thứ hai và vây hậu môn có các vây phụ. Vây ngực chúng nằm cao, cá bơi nhanh và khoẻ, thích hợp với lối sống di cư xa.
Các bạc má sống từng đàn rất đông vì chủng loại này đi từng bầy không rải rác như các loại cá biển khác. Ban đêm chúng di chuyển trông như một vầng kim quang dưới biển (ngời cá). Cá bạc má có hiện tượng di cư thảng đứng ngày đêm thể hiện khá rõ. Sản lượng cá đánh được bằng lưới kéo đáy cao nhất là vào lúc bình minh và giữa trưa, còn lưới kéo tầng cao nhất là từ 20 đến 24 giờ đêm.
Bạc má là loại cá ăn bọt nước hoặc sứa biển, chúng ăn động vật nổi (giáp xác, cá con). Cá bạc má chủ yếu ăn động vật phù du và một thực vật phù du. Trong số động vật phù du, Oncaea chiếm 39,8%, Copepoda 11,4%, Megalopa larva 9,4% vv... Trong thực vật phù du thì tảo khuê gồm 21 giống chiếm tới 89,7%, Coscinodiscus 22,9%, Nitzschia 11,2% vv... Cường độ bắt mồi của cá cái cao hơn cá đực, cá chưa chín muồi sinh dục cao hơn cá trưởng thành.
Nhìn chung, thức ăn của cá bạc má chủ yếu là phiêu sinh vật, ấu trùng hay những loài tôm cá nhỏ, cho nên khi kiếm ăn chúng bơi theo đàn và há miếng to hết cỡ để lọc nước qua mang lấy thức ăn. Khi cá bạc má há miệng kiếm mồi trong làn nước bạc nhìn khá giống loài cá ăn thịt ''piranha'' ở Nam Mỹ, cộng thêm việc khi cá trưởng thành, chúng thường xuất hiện ở các vịnh gần bờ, hải cảng và các bãi biển đông người. Với các yếu tố này nên làm không ít du khách tắm biển phát hoản khi nhìn thấy chúng lước nhanh trong nước.
Cá bạc má sinh trưởng rất nhanh trong năm đầu và đạt trung bình 113 mm. Từ năm thứ 2, tốc độ tăng trưởng chậm dần. Mùa sinh sản của cá bạc mà kéo dài từ cuối mùa khô (tháng ba) cho đến cuối mùa mưa (tháng mười hai) với hai đỉnh đẻ rộ vào tháng 3 – 6 và tháng 9 – 10. Chiều dài khi cá đi đẻ lần đầu dao động từ 140 mm đến 200 mm. Nhiệt độ nước biển bề mặt thích hợp cho cá đi đẻ là 26 – 17,50C và độ mặn 30 – 34 0/00.

## Đánh bắt
Ở Việt Nam, cá bạc má là một trong những loài luôn chiếm vị trí hàng đầu về tỷ lệ trong sản lượng cá nổi nhỏ, và là loài cá được tiêu thụ nhiều trong thị trường nội địa, không những chỉ cho cộng đồng dân cư ven biển mà còn cung cấp nguồn đạm động vật cho cộng đồng dân cư ở vùng sâu, vùng xa, miền núi. Ở Việt Nam, cá bạc má đánh bắt được thuộc 4 nhóm tuổi, trong đó cá nhóm 2 tuổi chiếm ưu thế và chiếm khoảng 64,4%. Cá nhóm 1 tuổi chiếm 19,7%. Cá nhóm 3 tuổi chiếm 12,0% và cá nhóm 4 tuổi chiếm 3,9%.
Thành phần sản lượng của cá bạc má trong nghề lưới vây của các vùng biển có sự biến động tương đối lớn qua 3 năm đánh bắt, trong sản lượng của nghề lưới vây của tỉnh Bình Thuận (Đông Nam Bộ) và Nghệ An (vịnh Bắc Bộ) chiếm 12,4% và 9,3%. Sản lượng và năng suất đánh bắt của cá bạc má của 3 vùng biển biến động rất lớn theo các tháng đánh bắt. ở vùng biển vịnh Bắc Bộ và Đông Nam Bộ, các tháng cho sản lượng cá bạc má cao nằm trong thời kỳ gió mùa Đông Bắc.

### Sản lượng và năng suất
Tổng sản lượng khai thác cá Bạc má của nghề lưới vây là 4.842 tấn/năm ở vùng biển vịnh Bắc Bộ, 4.050 tấn/năm ở Trung Bộ và cao nhất ở Đông Nam Bộ là 6.560 tấn/năm.
Phân bố, biến động sản lượng cá bạc má thể hiện rõ theo mùa gió mùa, theo chu kỳ ngày-đêm và theo dải độ sâu. Chiều dài cá đánh bắt thích hợp nhất của cá Bạc má ở 3 vùng biển nghiên cứu là nhóm cá trên 2 tuổi, dao động từ 200 – 220 mm. Ở vùng biển Trung Bộ, để thu được sản lượng bền vững tối đa và hiệu quả kinh tế cao hơn, không nên vượt quá cường lực hiện tại và đối với vùng biển Đông Nam Bộ cần giảm cường lực khai thác đi khoảng 10% so với cường lực hiện tại. Còn ở vùng biển vịnh Bắc Bộ, có thể gia tăng cường lực khai thác, nhưng sản lượng sẽ tăng không đáng kể.

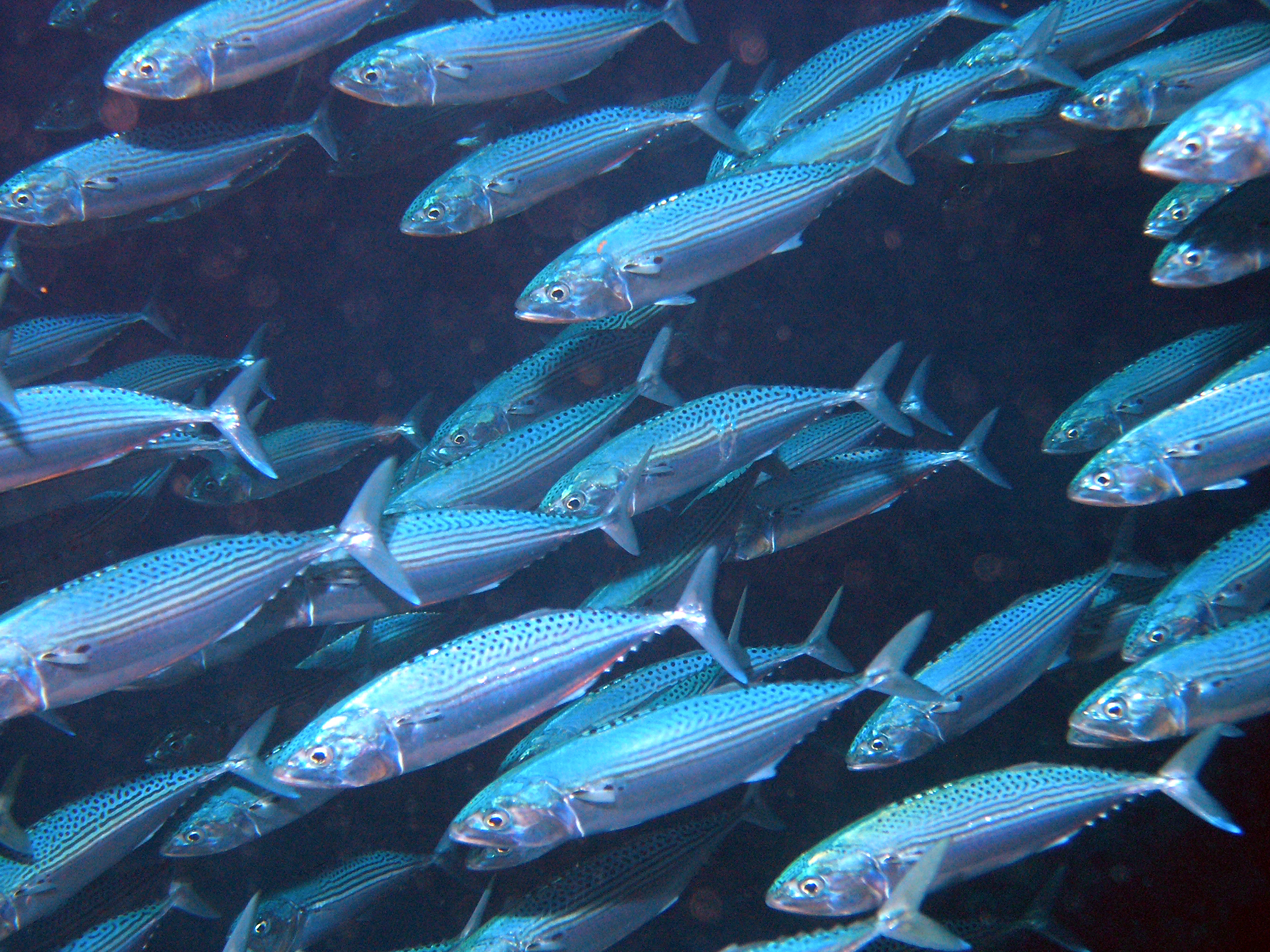
Một đàn cá bạc má

- Ở vùng biển vịnh Bắc Bộ, năng suất đánh bắt của các đội tàu và sản lượng khai thác tương đối cao và biến động rất lớn qua các tháng khai thác. Cá bạc má cho sản lượng khai thác và năng suất đánh bắt cao trong các tháng 1, 2, 3, 9, 10, 11 và 12.
- Ở vùng biển Trung Bộ, năng suất đánh bắt và sản lượng khai thác của cá bạc má ở vùng biển này cũng tương tự như vùng biển vịnh Bắc Bộ, biến động rất lớn qua các tháng khai thác. Mùa vụ đánh bắt ở vùng biển này rất hạn chế thay đổi theo từng năm khai thác và phụ thuộc chủ yếu vào điều kiện khí hậu, nên có những tháng không có sản lượng.
- Ở vùng biển Đông Nam Bộ, giống các vùng biển trên, năng suất đánh bắt và sản lượng khai thác của cá bạc má biến động rất lớn theo thời gian. Các tháng 1, 2, 3, 10, 11 và 12 đều là những tháng cho sản lượng và năng suất đánh bắt cao so với các tháng khác.

Sản lượng cá bạc má của nghề lưới vây của các vùng biển nghiên cứu trên biến động lớn qua các năm khai thác và đều có xu hướng giảm xuống. Ở vùng biển vịnh Bắc Bộ, đã ước tính được sản lượng cá bạc má là 4.190 tấn trong năm 2003, 6.633 tấn trong năm 2004 và 3.703 tấn trong năm 2005, trung bình khoảng 4.842 tấn. ở vùng biển miền Trung, đã ước tính trong năm 2003 là 2.904 tấn, năm 2004 là 5.428 tấn và năm 2005 là 3.818 tấn, trung bình là 4.050 tấn. Ở vùng biển Đông Nam Bộ, sản lượng cá bạc má tương đối cao trong năm 2003 là 11.511 tấn đến năm 2005 chỉ còn 3.769 tấn, trung bình là 6.560 tấn.

### Phân bố sản lượng
Theo dải độ sâu: Mật độ của cá tăng dần từ độ sâu 20 m đến 50 m, năng suất đánh bắt tăng từ 0,27 kg/giờ đến 0,83 kg/giờ. Tần suất xuất hiện (%) của cá bạc má trong phạm vi này cũng cao hơn ở các độ sâu khác. Ở những nơi có độ sâu lớn hơn 100 m hầu như không bắt được cá bạc má bằng lưới kéo đáy. Dải độ sâu mà lưới kéo đáy đánh bắt được cá bạc má có năng suất cao nhất là dải độ sâu 30 – 50 m.
Theo ngày đêm: Qua sự biến động sản lượng cá bạc má trong các mẻ lưới kéo đáy và các tín hiệu của máy thủy âm, cá bạc má là loài cá nổi tiến hành di cư thẳng đứng theo ngày đêm. Ban ngày chúng thường nằm ở các tầng nước sâu, ban đêm chúng di chuyển dần lên các tầng nước trên.
Theo mùa gió mùa: Trong mùa gió Đông Bắc thì khu vực khai thác có sản lượng cá bạc má cao chủ yếu tập trung ở vùng biển vịnh Bắc Bộ và Tây Nam Bộ. Ở vịnh Bắc Bộ trong mùa này do thời tiết lạnh nên cá tập trung nhiều ở giữa vịnh, ở độ sâu trên 50 m và có xu hướng di chuyển từ phía Bắc vào phía Nam. Còn trong mùa gió Tây Nam vào khoảng tháng 4 nhiệt độ bắt đầu tăng lên, cá phân bố rộng hơn, rải rác khắp các vùng biển và hướng di chuyển của cá ngược với hướng di chuyển trong mùa gió Đông Bắc, cá đi theo hướng từ phía Nam lên phía Bắc và vào khu vực gần bờ hơn để đẻ.

### Trữ lượng

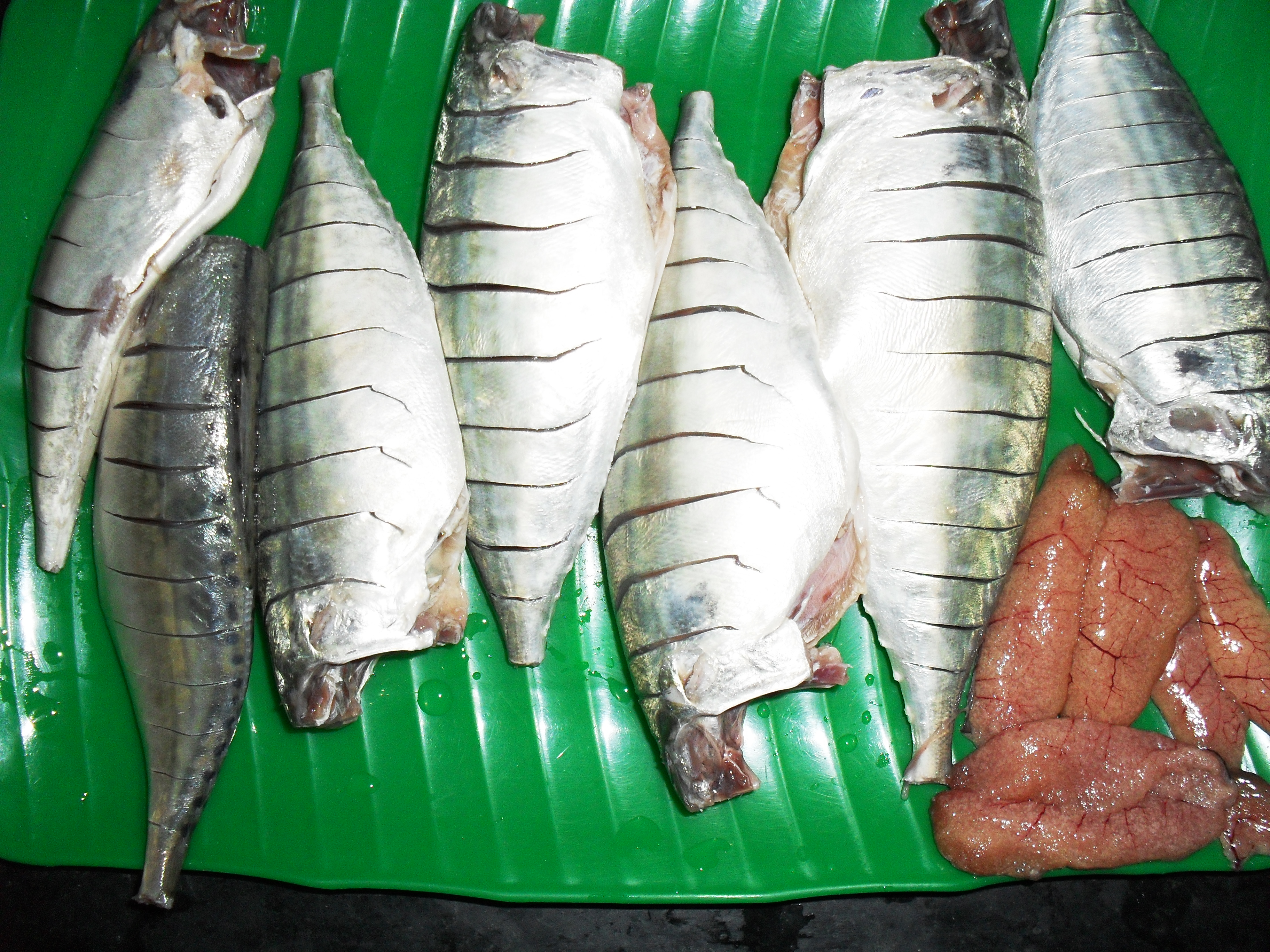
Thành phẩm từ cá bạc má

Trữ lượng cá bạc má ở vùng biển vịnh Bắc Bộ là 6.270 tấn với khả năng khai thác bền vững tối đa MSY là 4.521 tấn, ở vùng biển Trung Bộ là 6.536 tấn với MSY là 5.378 tấn, ở vùng biển Đông Nam Bộ là 6.861 tấn với MSY là 5.475 tấn.
Vùng biển vịnh Bắc Bộ: Cá bạc má ở vùng biển vịnh Bắc Bộ với nhóm chiều dài đánh bắt từ 185 – 295 mm được phân tích thành 22 nhóm với khoảng cách chiều dài 5 mm, trong đó các nhóm từ 220 – 270 mm chiếm ưu thế. Trữ lượng cá bạc má ở vùng biển vịnh Bắc Bộ được xác định là 6.270 tấn, tương ứng 58 triệu con, khả năng khai thác bền vững tối đa (MSY) là 4.521 tấn.
Vùng biển Trung Bộ: Trữ lượng được xác định là 6.536 tấn, tương ứng 132 triệu con, khả năng khai thác bền vững tối đa (MSY) là 5.378 tấn. Nhóm chiều dài từ 100 – 180 mm là nhóm cá nhỏ chưa thích hợp cho việc khai thác chiếm đáng kể trong tổng sản lượng là 1.222 tấn, chiếm tới 56,9% tổng số con đánh bắt được.
Vùng biển Đông Nam Bộ: Trữ lượng cá bạc má là 6.860 tấn, tương ứng 96 triệu con. Khả năng khai thác bền vững tối đa MSY là 5.475 tấn. Nhóm chiều dài từ 195 – 235 mm chiếm ưu thế.

### Một số địa phương
- Ở Nghệ An, thành phần sản lượng đánh bắt cá bạc má chiếm tỷ lệ tương đối cao (9,3%) trong tổng sản lượng, đứng thứ hai sau cá Nục sồ (5,7%). Tỷ lệ sản lượng của cá bạc má từ năm 2003 - 2005 biến động không lớn và có xu hướng giảm dần, trong đó năm 2003 chiếm 9,6%, năm 2004 chiếm 9,0% và năm 2005 chiếm 9,3% trong tổng sản lượng khai thác.
- Ở Quảng Nam, thành phần sản lượng cá bạc má đứng thứ 3 chiếm 4,9% trong tổng sản lượng. Tỷ lệ sản lượng cá bạc má của tỉnh này biến động lớn và có xu hướng giảm dần từ năm 2003 đến năm 2005. Trong năm 2003 tỷ lệ sản lượng của cá bạc má là 5,6% đến năm 2005 giảm còn 4,7%.
- Ở Khánh Hoà, thành phần sản lượng của cá bạc má đánh bắt được bằng nghề lưới vây rất thấp so với các tỉnh trên, chỉ chiếm 2,1% trong tổng sản lượng và biến động lớn qua các năm khai thác. Trong năm 2003, thành phần sản lượng cá bạc má chiếm tỷ lệ không đáng kể trong tổng sản lượng khai thác, năm 2004 thành phần sản lượng cá bạc má chiếm 4,2%, năm 2005 chiếm 1,8%.
- Ở Bình Thuận, thành phần sản lượng của cá bạc má đánh bắt được bằng nghề lưới vây của tỉnh Bình Thuận tương đối cao so với các tỉnh trên, chiếm 12,4% đứng thứ 3 sau cá nục sồ (34,8%) và cá nục thuôn (27,4%). Tỷ lệ sản lượng của cá bạc má từ năm 2003 - 2005 biến động lớn và có xu hướng tăng dần: năm 2003 chiếm 7,8%, năm 2004 chiếm 11,9% và năm 2005 chiếm 17,6% trong tổng sản lượng khai thác của nghề lưới vây.
- Ở Bến Tre thành phần sản lượng của cá bạc má đánh bắt được bằng nghề lưới vây của tỉnh Bến Tre chỉ chiếm 4,0% trong tổng sản lượng khai thác, nhưng vẫn đứng thứ 3 sau cá nục sồ (32,8%) và cá nục thuôn (12,2%). Tỷ lệ sản lượng biến động không lớn, năm 2003 chiếm 3,6%, năm 2004 chiếm 2,9% và năm 2005 chiếm 5,5%.[4]

## Hình ảnh

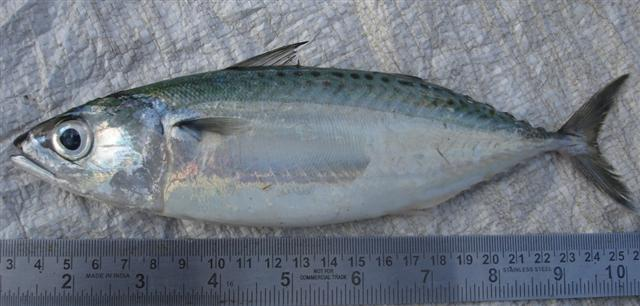
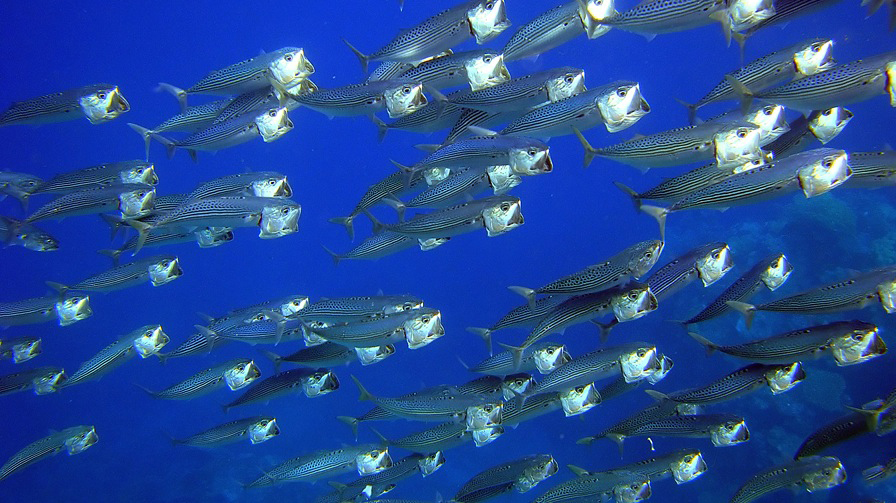
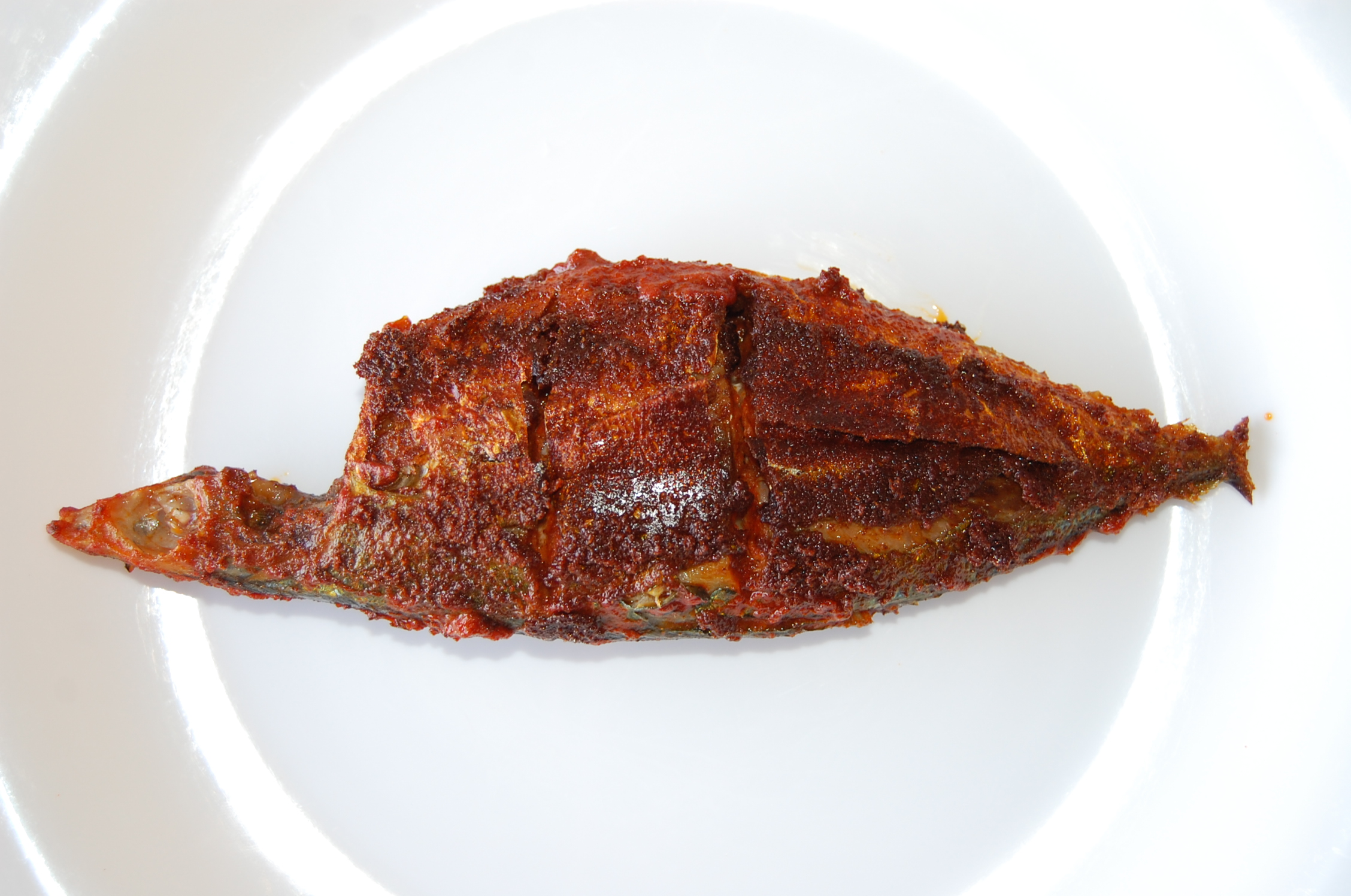
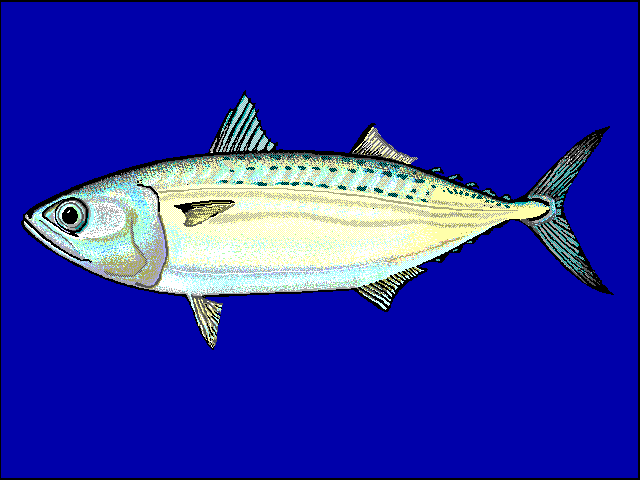
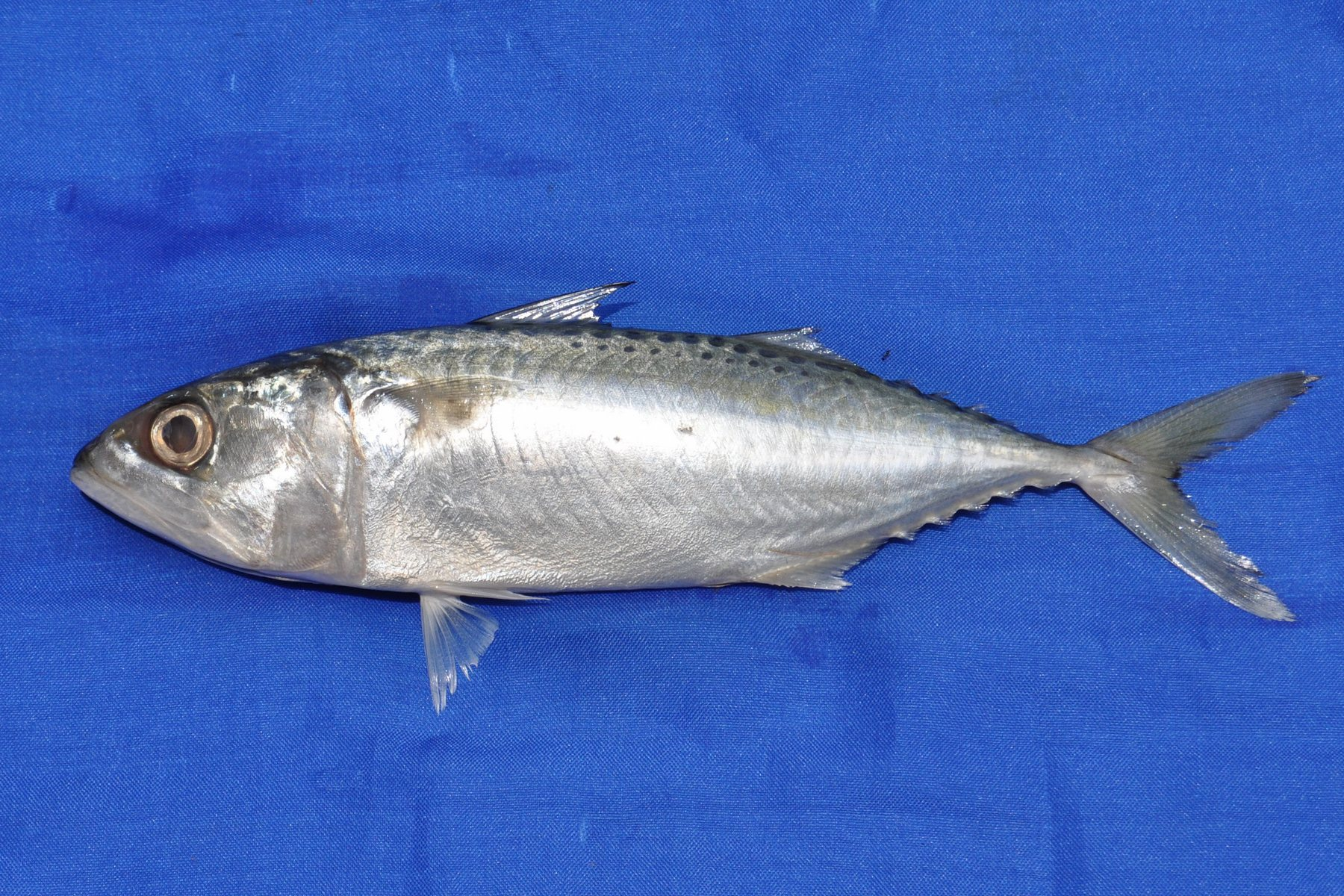